# Winston Tubman
Winston Tubman (ur. 1941 w Pleebo) – liberyjski prawnik, polityk i dyplomata, były minister sprawiedliwości oraz minister spraw zagranicznych. Kandydat w wyborach prezydenckich w 2005 i 2011.

## Życiorys
Winston Tubman urodził się w Pleebo w liberyjskim hrabstwie Maryland. Został absolwentem London School of Economics, University of Cambridge oraz Harvard Law School. Jego wuj William Tubman był prezydentem Liberii w latach 1944-1971.
Po zakończeniu studiów, w 1968 założył firmę prawniczą w Monrovii, Tubman Law Firm, którą kierował przez kolejne dwie dekady. W latach 1968–1972 wykładał prawo na University of Liberia, a także na uniwersytetach w Stanach Zjednoczonych. Wszedł w skład Adwokatury Sądu Najwyższego Liberii.
Zaangażował się zarówno w działalność polityczną w kraju, jak również w politykę międzynarodową i działalność dyplomatyczną. Zajmował różne stanowiska rządowe. Pracował w Ministerstwie Spraw Zagranicznych oraz Ministerstwie Planowania i Spraw Gospodarczych. W latach 1979–1981 był Stałym Przedstawicielem Liberii przy ONZ i jednocześnie ambasadorem akredytowanym w Meksyku oraz na Kubie. W czasie rządów Samuela Doe pełnił funkcję ministra sprawiedliwości (1982–1983). Po jego śmierci w 1990 zaangażował się w tworzenie przejściowego rządu jedności narodowej, w którym objął stanowisko ministra stanu i ministra spraw zagranicznych.
W 1973 rozpoczął pracę w strukturach Organizacji Narodów Zjednoczonych. W latach 1973–1976 oraz 1991−1996 był urzędnikiem w Biurze Spraw Prawnych ONZ. Od 1975 do 1977 pracował w ramach UNEP. W 1993 został sekretarzem Komisji Dochodzeniowej badającej ataki i zabójstwa pakistańskich żołnierzy misji pokojowej w Mogadiszu. W latach 90. XX w. pracował w Biurze Pokoju ONZ w Zagrzebiu oraz w ramach misji UNTAES (United Nations Transitional Authority for Eastern Slavonia, Baranja and Western Sirmium). W latach 1998–2002 pełnił funkcję doradcy dowódcy sił misji UNIKOM (United Nations Iraq–Kuwait Observation Mission). W lutym 2002 został mianowany szefem Biura Politycznego Narodów Zjednoczonych dla Somalii (UNPOS) z siedzibą w Nairobi, którym pozostał do 2005.
W październiku 2005 wziął udział w wyborach prezydenckich w Liberii z ramienia Narodowo-Demokratycznej Partii Liberii (National Democratic Party of Liberia, NDPL). Zajął w nich czwarte miejsce, zdobywając 9,2% głosów poparcia.
1 maja 2011 został wybrany po raz drugi kandydatem na urząd prezydenta, tym razem z ramienia Kongresu na rzecz Demokratycznych Zmian (Congress for Democratic Change, CDC) w wyborach prezydenckich w październiku 2011. Kandydatem na urząd wiceprezydenta został natomiast mianowany George Weah.